# Kinnevalds landsfiskalsdistrikt
Kinnevalds landsfiskalsdistrikt var 1941–1964 ett landsfiskalsdistrikt i Kronobergs län, bildat när Sveriges nya indelning i landsfiskalsdistrikt trädde i kraft den 1 oktober 1941, enligt kungörelsen den 28 juni 1941. Detta distrikt bildades genom sammanslagning av en mindre del av det upplösta Bergunda landsfiskalsdistrikt och hela Ryds landsfiskalsdistrikt som hade bildats den 1 januari 1918 när Sveriges första indelning i landsfiskalsdistrikt trädde i kraft. Den 1 januari 1965 avskaffades i Sverige samtliga landsfiskaler och landsfiskalsdistrikt, och deras arbetsuppgifter delades upp på de nyskapade indelningarna polisdistrikt, åklagardistrikt och kronofogdedistrikt.
Landsfiskalsdistriktet låg under länsstyrelsen i Kronobergs län.

## Ingående områden
Kommunerna Jät, Kalvsvik och Kinnevalds häradsdel av Skatelövs landskommun hade tidigare tillhört det upplösta Bergunda landsfiskalsdistrikt och kommunerna Almundsryds landskommun och Urshults landskommun hade tidigare tillhört det upplösta Ryds landsfiskalsdistrikt. När Sveriges nya indelning i landsfiskalsdistrikt trädde i kraft den 1 januari 1952 (enligt kungörelsen 1 juni 1951) ändrades distriktets omfattning. Den 1 januari 1958 ombildades Almundsryds landskommun till Almundsryds köping, men distriktets omfattning ändrades inte.

### Från 1 oktober 1941
Kinnevalds härad:
- Almundsryds landskommun
- Jäts landskommun
- Kalvsviks landskommun
- Del av Skatelövs landskommun: Kinnevalds häradsdel av Skatelöv.[2]
- Urshults landskommun

### Från 1 januari 1952
- Almundsryds landskommun
- Mellersta Kinnevalds landskommun
- Urshults landskommun

### Från 1 januari 1958
- Almundsryds köping
- Mellersta Kinnevalds landskommun
- Urshults landskommun